# Комінтерн (Моргауський район)
Комінте́рн (рос. Коминтерн, чув. Коминтерн) — виселок у Чувашії Російської Федерації, у складі Юнгинського сільського поселення Моргауського району.
Населення — 16 осіб (2010; 17 в 2002, 43 в 1979; 45 в 1939).

## Історія
Засновано у кінці 1920-их років. Селяни займались землеробством, тваринництвом. До 1939 року виселок перебував у складі Татаркасинського району, з 1939 року переданий до складу Сундирського, 1962 року — до складу Ядрінського, 1964 року — до складу Моргауського району.